# Moyenne de Stolarsky

Moyenne de Stolarsky de 1 et x, pour x entre 1 et 5, pour différents ordres

En mathématiques, la moyenne de Stolarsky est une généralisation de la moyenne logarithmique. Elle a été introduite par Kenneth B. Stolarsky en 1975 .

## Définition
Étant donné un nombre réel p différent de 0 et 1, la moyenne de Stolarsky d'ordre p de deux nombres réels strictement positifs a, b est définie par :
{\displaystyle S_{p}(a,b)=\lim _{(x,y)\to (a,b)}\left({\frac {y^{p}-x^{p}}{p(y-x)}}\right)^{1/(p-1)}={\begin{cases}a&{\text{si }}a=b\\\left({\frac {b^{p}-a^{p}}{p(b-a)}}\right)^{1/(p-1)}&{\text{sinon}}\end{cases}}}.

## Obtention de cette moyenne
Étant donné une fonction {\displaystyle f} dérivable sur un intervalle {\displaystyle [a,b],a\neq b}, de dérivée strictement monotone sur {\displaystyle [a,b]}, il existe, d'après le théorème des accroissements finis, un unique réel {\displaystyle c} dans l'intervalle {\displaystyle ]a,b[}  tel que {\displaystyle f'(c)={\frac {f(b)-f(a)}{b-a}}={\frac {1}{b-a}}\int _{a}^{b}f'(x)\mathrm {d} x} (qui est la valeur moyenne de {\displaystyle f'} sur {\displaystyle [a,b]})
La moyenne de Stolarsky est précisément égale à
{\displaystyle c=f'^{-1}\left({\frac {f(b)-f(a)}{b-a}}\right)}
lorsqu'on prend {\displaystyle f(x)=x^{p}} .

## Propriétés
{\displaystyle S_{p}(a,b)} est bien une moyenne, car comprise entre a et b. De plus on peut prolonger par continuité {\displaystyle p\mapsto S_{p}(a,b)} à l'ensemble des réels, ce qui donne une fonction croissante.

## Cas particuliers
- {\displaystyle \lim _{p\to -\infty }S_{p}(a,b)} est le minimum de a et b.
- {\displaystyle S_{-2}(a,b)={\sqrt[{3}]{\frac {2a^{2}b^{2}}{a+b}}}={\sqrt[{3}]{M_{h}(a,b)(M_{g}(a,b))^{2}}}} s'exprime à partir de la moyenne harmonique et de la moyenne géométrique de a et b.
- {\displaystyle S_{-1}(a,b)={\sqrt {ab}}} est leur moyenne géométrique.
- {\displaystyle \lim _{p\to 0}S_{p}(a,b)={\frac {b-a}{\ln b-\ln a}}} est leur moyenne logarithmique. Elle est obtenue par la formule {\displaystyle f'^{-1}\left({\frac {f(b)-f(a)}{b-a}}\right)} en prenant {\displaystyle f(x)=\ln x} .
- {\displaystyle S_{\frac {1}{2}}(a,b)=\left({\frac {{\sqrt {b}}+{\sqrt {a}}}{2}}\right)^{2}} est leur moyenne (de Hölder) d'ordre 1/2.
- {\displaystyle \lim _{p\to 1}S_{p}(a,b)={\frac {1}{\rm {e}}}\left({\frac {b^{b}}{a^{a}}}\right)^{1/(b-a)}} est leur moyenne identrique. Elle est obtenue à partir de la formule {\displaystyle f'^{-1}\left({\frac {f(b)-f(a)}{b-a}}\right)} en prenant {\displaystyle f(x)=x\cdot \ln x} .
- {\displaystyle S_{2}(a,b)} est leur moyenne arithmétique.
- {\displaystyle S_{3}(a,b)={\sqrt {\frac {a^{2}+b^{2}+ab}{3}}}=M_{q}(a,b,M_{g}(a,b))} s'exprime à partir de la moyenne quadratique et de la moyenne géométrique de a et b.
- {\displaystyle \lim _{p\to \infty }S_{p}(a,b)} est le maximum de a et b.

## Généralisations

### Pour plusieurs variables
On peut généraliser cette moyenne à n + 1 variables en considérant le théorème des accroissements finis généralisé exprimé à l'aide des différences divisées. On obtient :
{\displaystyle S_{p}(x_{0},\dots ,x_{n})={f^{(n)}}^{-1}(n!\cdot f[x_{0},\dots ,x_{n}])} avec {\displaystyle f(x)=x^{p}} .

### Pour une fonction quelconque
La définition {\displaystyle M_{f}(a,b)=f'^{-1}\left({\frac {f(b)-f(a)}{b-a}}\right)} pour {\displaystyle a,b>0} est possible dès que la fonction {\displaystyle f} est strictement convexe et dérivable sur {\displaystyle ]0,+\infty [}. On a vu ci-dessus les cas {\displaystyle f(x)=x^{p},\ln x,x\ln x}.
Pour {\displaystyle f(x)={\rm {e}}^{x}}, on a {\displaystyle M_{f}(a,b)=\ln \left({\frac {{\rm {e}}^{b}-{\rm {e}}^{a}}{b-a}}\right)} dont on peut noter qu'elle n'est pas homogène .
D'autre part, on peut montrer que la moyenne harmonique ne peut être obtenue comme moyenne de type {\displaystyle M_{f}} .

### Moyennes bi-paramétriques
On peut définir des moyennes de Stolarsky pour deux paramètres p et q par:
{\displaystyle S_{p,q}(a,b)={\begin{cases}a&{\text{si }}a=b>0\\S_{p}(a,b)&{\text{si }}q=0\\\left({\frac {q(b^{p}-a^{p})}{p(b^{q}-a^{q})}}\right)^{1/(p-q)}&{\text{si}}\ pq(p-q)\neq 0\\\exp \left(-{\frac {1}{p}}+{\frac {b^{p}\ln(b)-a^{p}\ln(a))}{b^{q}-a^{q}}}\right)&{\text{si}}\ p=q\neq 0\\G(a,b)&{\text{si}}\ p=q=0\end{cases}}}.